# Пайн-Ривер (тауншип, Миннесота)
Пайн-Ривер (англ. Pine River) — тауншип в округе Касс, Миннесота, США. На 2000 год его население составило 1061 человек.

## География
По данным Бюро переписи населения США площадь тауншипа составляет 93,2 км², из которых 90,3 км² занимает суша, а 2,9 км² — вода (3,11 %).

## Демография
По данным переписи населения 2000 года здесь находились 1061 человек, 394 домохозяйства и 299 семей.  Плотность населения —  11,8 чел./км².  На территории тауншипа расположено 469 построек со средней плотностью 5,2 построек на один квадратный километр. Расовый состав населения: 97,83 % белых, 0,09 % афроамериканцев, 0,75 % коренных американцев, 0,47 % азиатов, 0,09 % c Тихоокеанских островов и 0,75 % приходится на две или более других рас. Испанцы или латиноамериканцы любой расы составляли 0,38 % от популяции тауншипа.
Из 394 домохозяйств в 36,0 % воспитывались дети до 18 лет, в 64,5 % проживали супружеские пары, в 6,6 % проживали незамужние женщины и в 23,9 % домохозяйств проживали несемейные люди. 20,6 % домохозяйств состояли из одного человека, при том 8,1 % из — одиноких пожилых людей старше 65 лет. Средний размер домохозяйства — 2,69, а семьи — 3,10 человека.
29,0 % населения — младше 18 лет, 8,2 % — в возрасте от 18 до 24 лет, 25,8 % — от 25 до 44, 22,7 % — от 45 до 64, и 14,2 % — старше 65 лет. Средний возраст — 38 лет. На каждые 100 женщин приходилось 102,5 мужчин.  На каждые 100 женщин старше 18 приходилось 98,7 мужчин.
Средний годовой доход домохозяйства составлял 37 212 долларов, а средний годовой доход семьи —  45 455 долларов. Средний доход мужчин —  29 135  долларов, в то время как у женщин — 22 125. Доход на душу населения составил 14 910 долларов. За чертой бедности находились 5,6 % семей и 9,4 % всего населения тауншипа, из которых 11,4 % младше 18 и 10,2 % старше 65 лет.